# La Barra Del Rojo
La Barra Del Rojo é a barra brava do Club Atlético Independiente, fundada nos anos 50. Seus membros provêm de bairros pobres e de classe média de Buenos Aires e da Grande Buenos Aires.
Os seus principais meios de financiamento inclui a revenda de bilhetes para os jogos, além de trabalhar como "tropa de choque" para alguns sindicatos políticos (CGT da Argentina e Sindicato de Choferes de Camiones).
Durante a sua existência teve vários encontros com a polícia argentina, e com outras barras bravas que ficaram marcados por confrontos, principalmente com os barras bravas do Racing (La Guardia Imperial) seu principal rival, mas também rivaliza com barras bravas do Boca Juniors (La 12), River Plate (Los Borrachos del Tablón) e San Lorenzo de Almagro (La Butteler).